# Comedytrain presenteert
Comedytrain presenteert, ook wel De VARA presenteert Comedytrain genoemd, is een Nederlands televisieprogramma. Per aflevering wordt een bijna een halfuur durende registratie getoond van het optreden van een stand-upcomedian. De opnames vonden altijd plaats in januari in het Amsterdamse café Toomler. Enkele weken na de opnames werden de afleveringen uitgezonden.

## Afleveringen
NB, tenzij anders vermeld betreft het Nederlandse comedians.

### 2007
- Daniël Arends (25 maart)
- Steef Cuijpers (1 april)
- Marc Scheepmaker (8 april)
- Sander van Opzeeland (15 april)
- Murth Mossel (22 april)

### 2008
- Hans Sibbel (5 mei)
- Kees van Amstel (6 mei)
- Henry van Loon (7 mei)
- Micha Wertheim (8 mei)
- Dave Fulton (12 mei; Verenigde Staten)
- Steve Hughes (13 mei; Australië)
- Adam Bloom (15 mei; Groot-Brittannië)

### 2010
- Emilio Guzman (11 maart)
- Howard Komproe (18 maart)
- Stefan Pop (25 maart)
- Thijs van Domburg (1 april)
- Doug Stanhope (8 april; Verenigde Staten)

## Dvd's
Alle drie seizoenen zijn inmiddels op dvd uitgebracht door PIAS Comedy. Op de dvd's staan alleen de optredens van de Nederlandse comedians.
12 steden, 13 ongelukken · Alles draait om geld · Bergen Binnen · Büch's Boeken · Buitenhof ** · Bureau Kruislaan · Cabaret & Co · Comedytrain presenteert · Deadline · Dr. Ellen · Ernstige Delicten · Factor Giel · Gebak van Krul · GIEL · Herexamen · Hoe bestaat het · Hof van Joosten · Hollands Hoop · In goed gezelschap · Is dat eigenlijk wel zo? · Jules Unlimited · Kanniewaarzijn · Kassa · Kassa 3 · Kinderen geen bezwaar · Kinderen voor Kinderen · Kopspijkers · Kun je het al zien? · Het Lagerhuis · Langs de Leeuw · Langs Sint en De Leeuw · De leugen regeert · Lieve Paul · Lieve Paul & Sint · MaDiWoDoVrijdagshow · De Mega Mike & Mega Thomas Show · Mooi! Weer De Leeuw · Mooi! Weer de Sint · Nieuwslicht · NOVA * · Oppassen!!! · Overspel · Panache · PAU!L · PAU!L en Sint! · Pauls Kadoshow · Pauls Puber Kookshow · Pauw & Witteman · Per Seconde Wijzer · Sint & De Leeuw · Shouf Shouf! · The Sopranos · Stellenbosch ** · Studio Spaan · Thank God It's Friday · Twee voor twaalf · Unit 13 · De verrukkelijke 85 · Vroege Vogels TV · Vuurzee · Waltz ** · De Wereld Draait Door · De wereld van Boudewijn Büch · Wie steelt mijn show? · X De Leeuw · Zembla

*: In samenwerking met NPS en NOS     **: In samenwerking met AVROTROS en VPRO